# Herbert Louis Samuel
Herbert Louis Samuel, 1.° Visconde de Samuel GCB OM GBE PC (6 de novembro de 1870 — 2 de fevereiro de 1963) foi um político e diplomata judeu britânico, tendo sido o primeiro Alto Comissário na Palestina Mandatária.

## Carreira
Samuel disputou, sem sucesso, duas eleições gerais até ser eleito membro do Parlamento  em 1902, pelo Partido Liberal. Foi nomeado para o Conselho de Ministros em 1909, pelo primeiro-ministro Herbert Henry Asquith, e chegou  a ser  Ministro do Interior do Reino Unido.
Samuel foi um dedicado sionista. Em 1915 escreveu um memorando sugerindo que a Palestina se tornasse a pátria do povo judeu, mas, na época, obteve pouco apoio.
Ele foi nomeado para o cargo de Alto Comissário da Palestina em 1920, antes mesmo que o Conselho da Liga das Nações aprovasse o Mandato Britânico para a Palestina, o qual foi concedido dois anos mais tarde. Samuel serviu como Alto Comissário até 1925.

## Carreira literária
Em seus últimos anos, manteve-se preocupado com o futuro da humanidade e da ciência, escrevendo três livros: Ensaios em Física (1951), Em Busca da Realidade (1957) e uma obra colaborativa, A Threefold Cord: Philosophy, Science, Religion (1961). Os três trabalhos tenderam a entrar em conflito com as crenças do establishment científico, especialmente porque seu colaborador e amigo no último trabalho foi Herbert Dingle.